# فورد ال‌تی‌دی کرون ویکتوریا
فورد ال‌تی‌دی کرون ویکتوریا (Ford LTD Crown Victoria) خودرویی است که در سال‌های ۱۹۸۳–۱۹۹۱در کانادا، سنت‌لوئیس و ایالات متحده آمریکا تولید شده‌است.
این خودرو در کلاس خودرو سایز بزرگ قرار گرفته و است. سیستم جعبه‌دندهٔ آن ۴ دنده به صورت خودکار است.